# Kerongkong
Kerongkong is een bestuurslaag in het regentschap Oost-Lombok van de provincie West-Nusa Tenggara, Indonesië. Kerongkong telt 3961 inwoners (volkstelling 2010).